# 東大寺二月堂

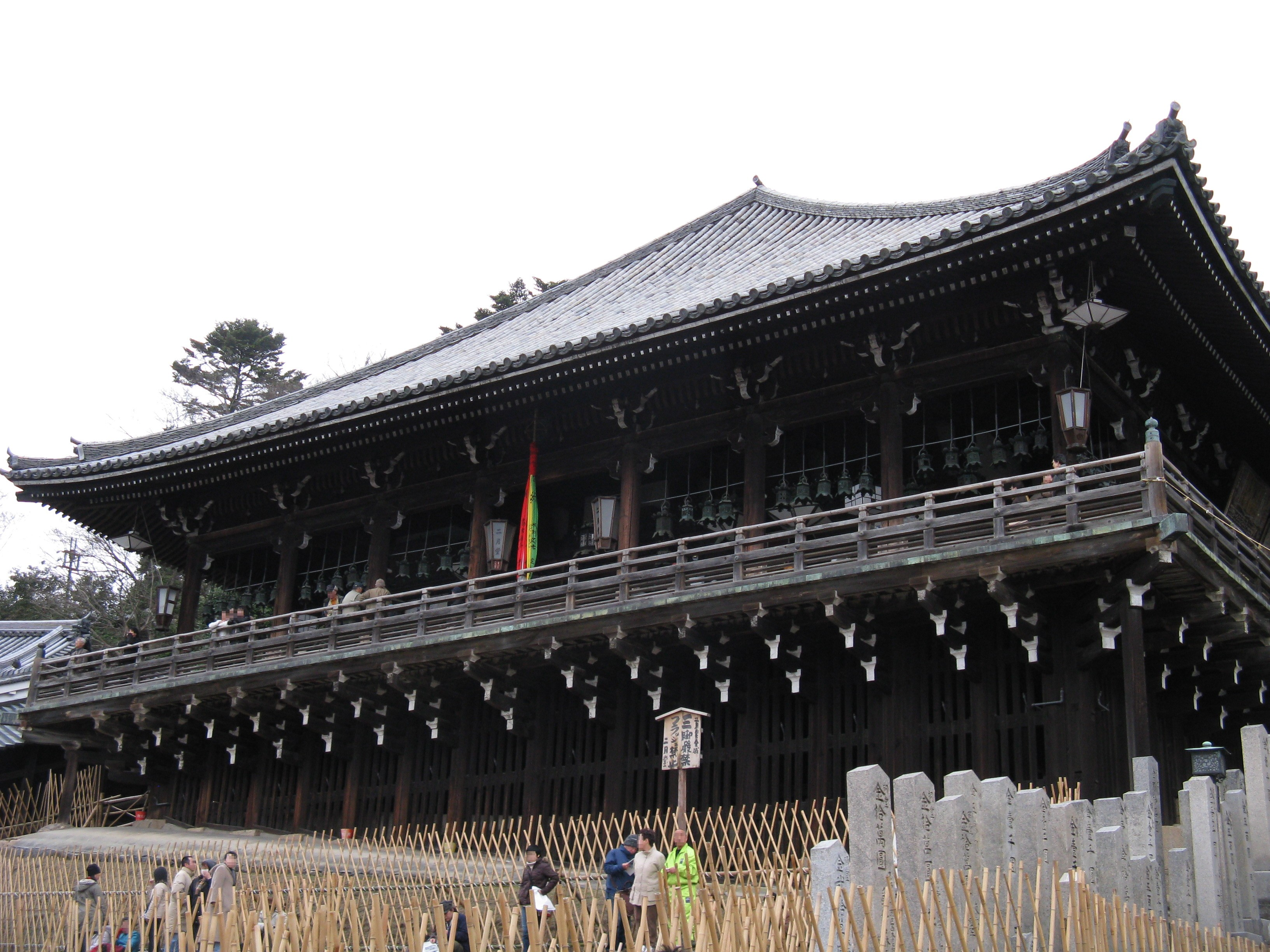
二月堂西正面

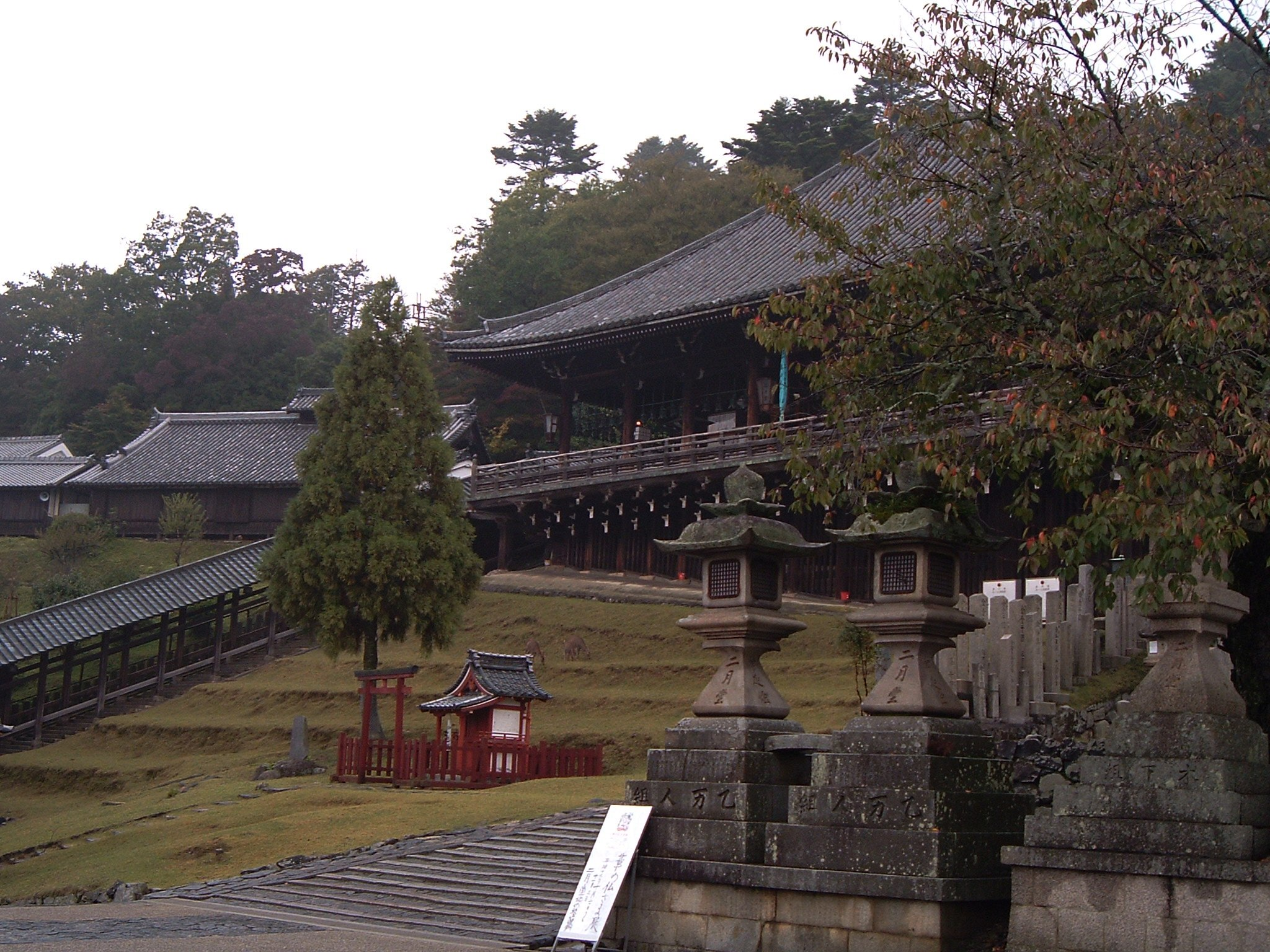
二月堂、手前は興成社と良弁杉

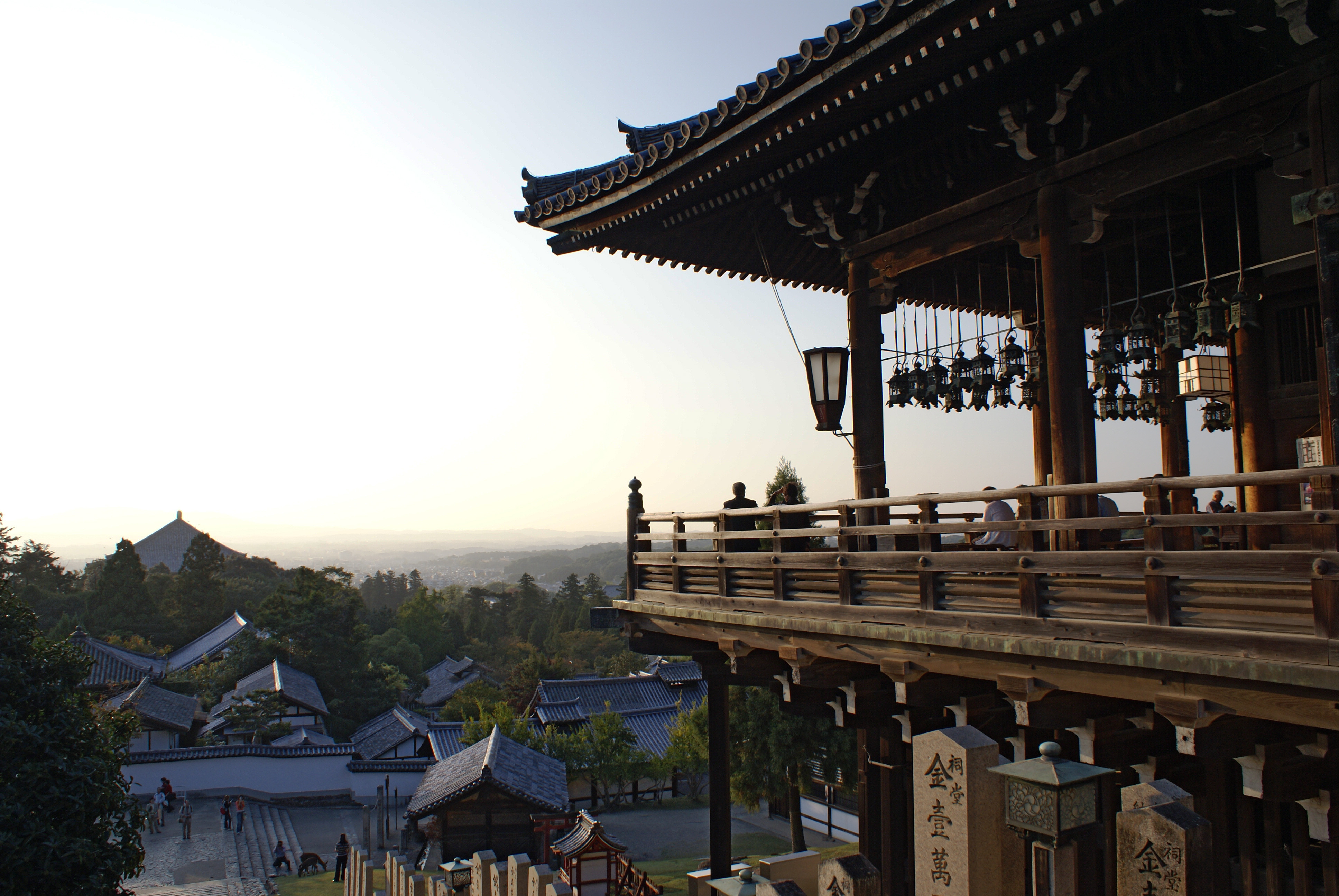
二月堂から奈良市街方面を見る、左奥の大屋根は大仏殿

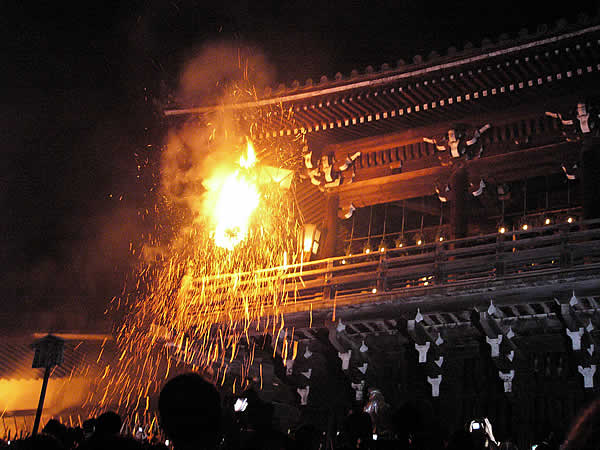
修二会の大松明

東大寺二月堂（とうだいじにがつどう）は、奈良県奈良市の東大寺にある、奈良時代（8世紀）創建の仏堂。現存する建物は1669年の再建で、日本の国宝に指定されている。奈良の早春の風物詩である「お水取り」の行事が行われる建物として知られる。「お水取り」は正式には修二会といい、8世紀から連綿と継続されている宗教行事である。二月堂は修二会の行事用の建物に特化した特異な空間構成をもち、17世紀の再建ながら、修二会の作法や習俗ともども、中世の雰囲気を色濃く残している。
本項ではおもに二月堂の建築と本尊について述べる。修二会の行事の詳細については、別項「修二会」を参照。東大寺全般については「東大寺」「東大寺の歴史」の項を参照。

## 概要
二月堂は、東大寺金堂（大仏殿）の東方、坂道を上り詰めた丘陵部に位置する、十一面観音を本尊とする仏堂である。すぐ南には三月堂の通称で知られる法華堂がある。これらの堂が所在する一画を「上院」（じょういん）と称し、大仏開眼以前から存在した、東大寺の前身寺院があった場所である。
東大寺は治承4年（1180年）の平重衡の兵火と、永禄10年（1567年）の三好・松永の兵乱とにより創建時の建物の大部分を失っている。二月堂はこれらの兵火では類焼をまぬがれたが、寛文7年（1667年）、修二会の満行に近い2月13日に失火で焼失。現存する二月堂はその直後の寛文9年（1669年）、江戸幕府の援助を得て、従前の規模・形式を踏襲して再建されたものである。

## 創建
修二会は大仏開眼供養と同年の天平勝宝4年（752年）に初めて行われたとされ、二月堂の創建もこの時とされる。ただし堂の創建については同時代の史料に言及がなく、確実なことは不明である。二月堂や南隣の法華堂付近は、大仏開眼以前から東大寺の前身にあたる福寿寺や金鐘寺などの寺院が存在したところであり、二月堂前の仏餉屋（ぶっしょうのや）の解体修理に伴う発掘調査によって、前身寺院の遺構や8世紀前半の瓦が出土している。
『二月堂縁起絵巻』（天文14年・1545年）等が伝える寺伝によると、修二会の始まりは次のようであった。天平勝宝3年（751年）のこと、実忠が笠置（現在の京都府南部、笠置町）の龍穴の奥へ入っていくと、そこは都卒天（兜率天）の内院に通じており、そこでは天人らが生身（しょうじん）の十一面観音を中心に悔過（けか）の行法を行っていた。悔過とは読んで字のごとく、自らの過ちを観音に懺悔（さんげ）することである。実忠はこの行法を人間界に持ち帰りたいと願ったが、そのためには生身の十一面観音を祀らねばならないという。下界に戻った実忠は、難波津の海岸から、観音の住するという海のかなたの補陀洛山へ向けて香花を捧げて供養した。すると、その甲斐あってか、100日ほどして生身の十一面観音が海上から来迎した。実忠の感得した観音は銅製7寸の像で、人肌のように温かかったという。

以上は説話であるが、ここに登場する実忠という人物は、その出自等の詳細は不明ながら、実在の僧である。『東大寺要録』に引く『東大寺権別当実忠二十九箇条』に、実忠自身が「さる天平勝宝4年から大同4年に至る70年間、毎年2月1日より二七日（14日間）の間、十一面悔過を奉仕した」という意味のことを書き残しており、これが修二会の創始を天平勝宝4年とする根拠の1つとなっている。ただし、「天平勝宝4年から大同4年」は、70年ではなく58年である。

## 修二会の概要

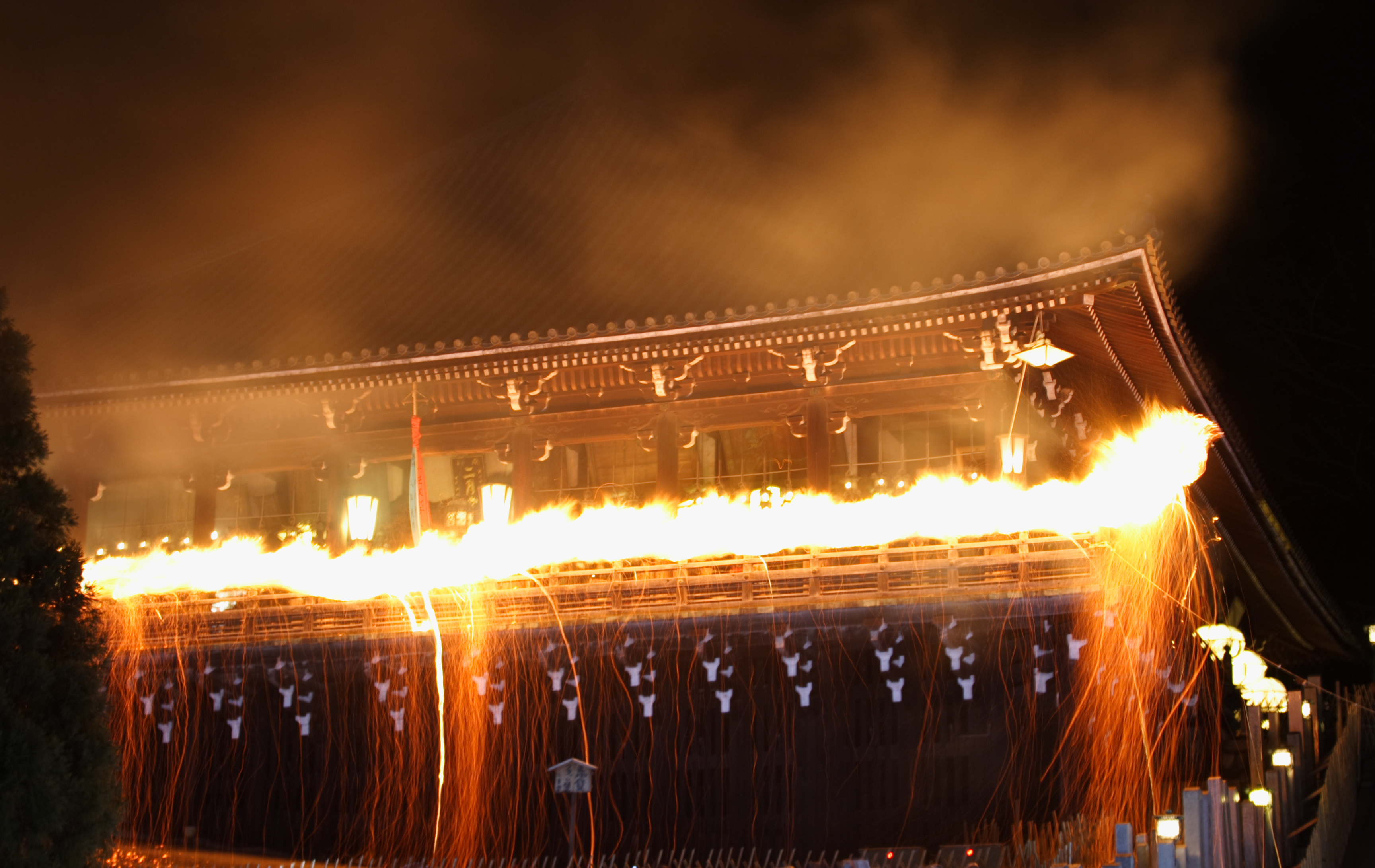
修二会の大松明

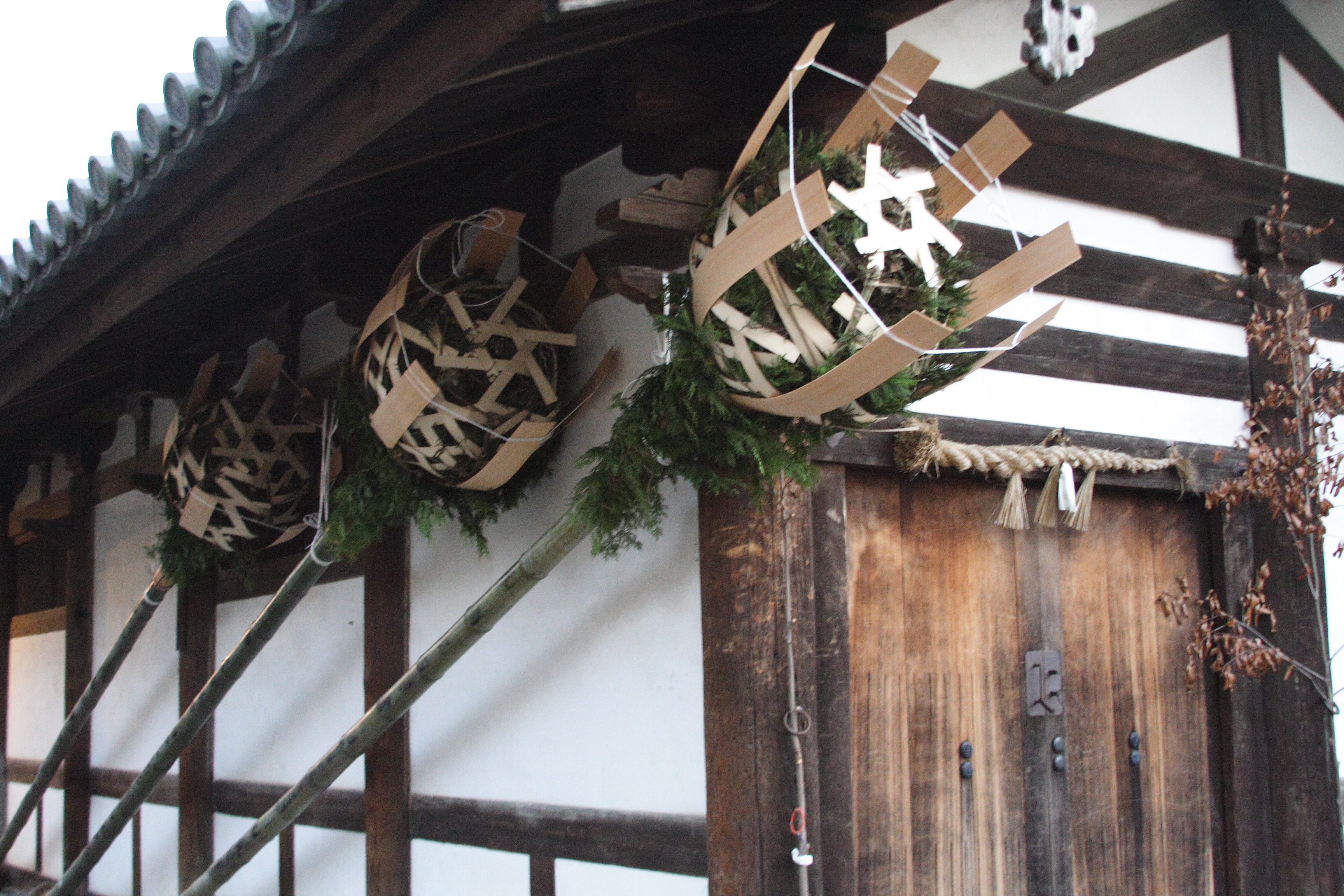
点火前の籠松明

二月堂という仏堂の特色を理解するうえで、修二会との関連を知ることが不可欠である。東大寺の修二会はきわめて複雑で多彩な内容をもった行事であり、ここではごく大まかな概要のみを説明する。
修二会は、旧暦の2月、二七日（にしちにち、14日間の意）にわたって行われる行事で、二月堂本尊の十一面観音に対して自らの過ちを懺悔し、国家の安定繁栄と万民の幸福を祈願する十一面悔過（けか）法要である。現在では新暦の3月1日から14日まで行われている。法要は練行衆（れんぎょうしゅう）と呼ばれる、特に選ばれた11名の僧が執り行う。
行事の中心となるのは内陣で行われる「六時の行法」である。これは1日のうちに日中、日没（にちもつ）、初夜、半夜、後夜、晨朝（じんじょう）の計6回（六時）の行法を行うということで、日によって時間は前後するが、日中の時（じ）は午後1時前後、初夜の時は午後7時前後、晨朝の時は深夜1時前後に行われる。
行法は悔過作法、祈願作法、呪禁（しゅごん）作法に分かれる。このうち悔過作法には散花行道（さんげぎょうどう）、称名悔過（しょうみょうけか）、宝号、五体投地などが含まれる。宝号とは、練行衆が「南無観世音菩薩」の名号を繰り返し唱えるもので、作法の1つの山場となる。六時のうち、初夜の時（じ）と後夜の時では、悔過作法の後に祈願作法と呪禁作法が行われる。祈願作法の中心は、神名帳（じんみょうちょう）と過去帳の奉読で、それぞれ日本全国の神の名と、古代以来の二月堂ゆかりの人々の名を読み上げるものである。呪禁作法は密教的修法である。
練行衆は、日中の時と日没の時を終えた後、いったん参籠所へ引き上げ、初夜の時の際にあらためて上堂する。この際、上堂する練行衆一人ひとりを松明（たいまつ）が先導する。松明はそのあと、二月堂正面の舞台をめぐり、観客に向けて火の粉を撒き散らす。いわゆる「おたいまつ」である。この「おたいまつ」は連日行われるが、中でも「水取り」の修法直前の3月12日の夜には、籠松明（かごたいまつ）と呼ばれる特大の松明11本が二月堂の舞台から突き出され、周辺は見物客でごったがえす。
上述の毎日の作法以外にもさまざまな行法が行事中に織り込まれている。中でも3月12日から14日まで行われる達陀（だったん）の行法と、12日深夜（正確には13日未明）に行われる「水取り」の行法は著名である。達陀は、異国風の帽子を被り「八天」に扮した練行衆が、次々に内陣正面に走り出て、鈴や錫杖を鳴らしたり、大刀を振り回したり、ハゼ（もち米を炒ったもの）を撒き散らすなどの所作（しょさ）をするもので、クライマックスは火天（かてん）役の練行衆が、長さ3メートルもある大松明をかかえて跳びはね、内陣を一周した後、その松明を礼堂に向けて投げ倒し、火の粉を撒き散らす松明加持である。「だったん」の語源も意味も不明であり、謎に包まれた行法である。
修二会の代名詞となっている水取りは、3月12日の後夜の時（じ）の途中に行われるもので、二月堂前にある若狭井から香水（こうずい）を汲み上げ、十一面観音に捧げる儀式である。これは伝承では若狭国の遠敷明神（おにゅうみょうじん）が湧き出させた霊水であるとされている。
このように、修二会は密教や神道の要素や春迎えの民間習俗を取り入れた部分もあり、きわめて複雑で謎の多い行事である。

## 建築

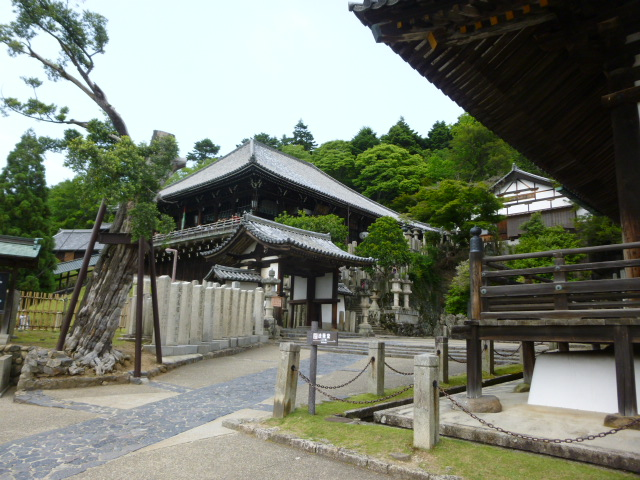
三月堂よりのぞむ二月堂

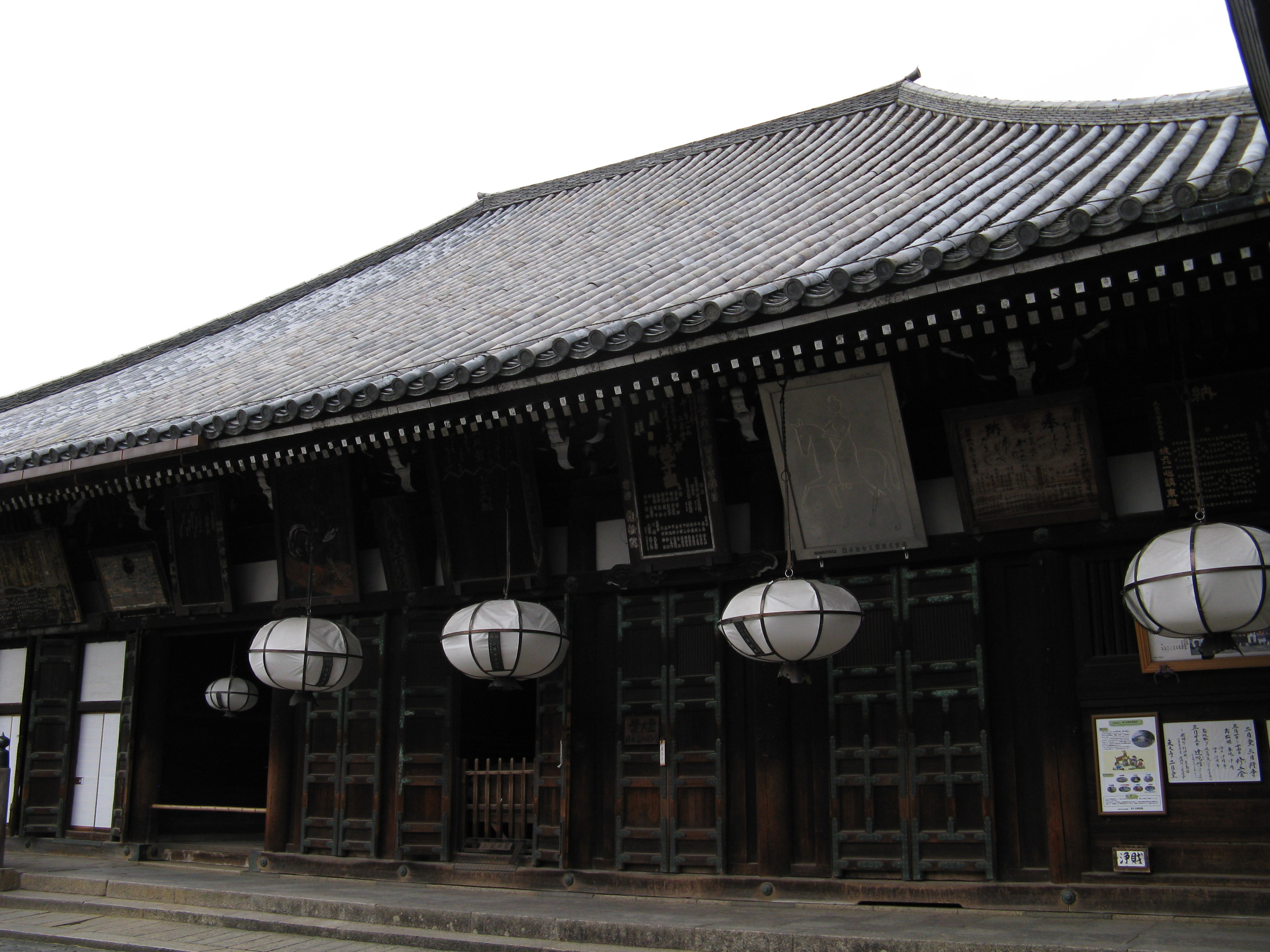
二月堂南面

建物は東大寺大仏殿東方の丘陵地、東が高く西が低い傾斜地に、西を正面として建てられている。二月堂は、治承4年（1180年）の平重衡の兵火では焼失をまぬがれ、奈良時代の建物が近世まで存続していたが、寛文7年（1667年）、修二会の最中に失火で焼失。現存する二月堂はそれから1年足らず後の寛文9年（1669年）に将軍徳川家綱の援助で再建されたものである。江戸時代の建築とはいえ、その内部構成等は、後述のように、従来の形式を踏襲している。江戸幕府の援助によって建てられた、近世仏堂の代表作であるとともに、長い伝統と多くの謎を含んだ「お水取り」行事の場という目的に特化した特異な建築として高く評価され、平成17年（2005年）12月27日付けで国宝に指定されている。
平面規模は正面7間、奥行10間で、寄棟造、妻入り、本瓦葺きとする。なお、ここでいう「間」は長さの単位ではなく、柱間の数を表す社寺建築用語である（以下の説明文中においても同様）。寄棟屋根の三角形の妻を正面に向け、最前列の1間通りは吹き放ちの舞台とし、高欄を設ける。お水取りの松明を突き出すのはここからである。建物は傾斜地に前半部分がせり出すように建てられ、床下に組んだ柱で建物を支える懸造である。こうした様式は清水寺、石山寺、長谷寺などの観音を本尊とする寺の本堂にみられ、観音が南海の補陀洛山に住むという経典の所説に基づくものである。

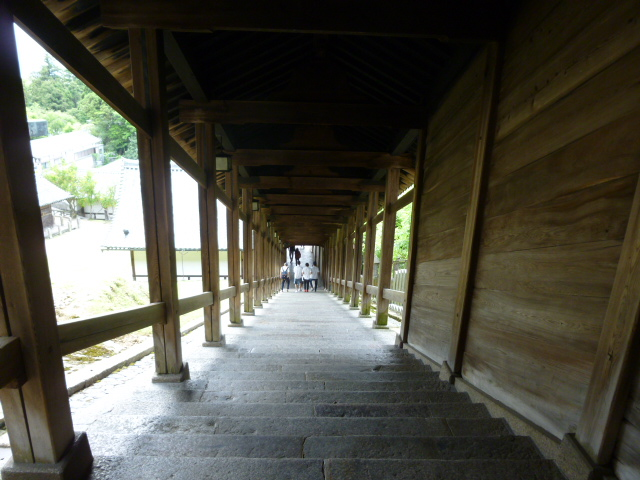
登廊

堂の手前左右（南北）に階段があり、堂への通路となっている。北側の階段は屋根付きで「登廊」と称され、練行衆が参籠宿舎から二月堂へ上堂する時にここを通る。南側の階段は3月12日深夜の「水取り」の時に若狭井へ下りる際に使用される。堂の手前には鎮守社の1つである興成社（こうじょうしゃ）があり、その脇に良弁杉がある。また、堂の下方（西方）には、修二会に関わる付属建物である参籠所、閼伽井屋、仏餉屋（ぶっしょうのや）、湯屋などが建つ。
堂内の構成は複雑で、一般的な仏堂建築とはかなり異なっている。平面は前述のとおり正面7間、奥行10間で、後寄りに3間×3間の内陣を設ける。内陣中央の須弥壇には秘仏本尊の十一面観音を安置し、その周囲は修二会のさまざまな作法が行われる場で、練行衆以外の立ち入りは禁止されている。内陣外側の左右と背面（北面・東面・南面）は1間幅の外陣となり、外陣のさらに外側（北面・東面・南面）は小部屋に仕切られ、「局」（つぼね）と呼ばれている。内陣の手前（西面）は5間×3間の板床の礼堂となり、礼堂の左右（南北）は北が「勧進の間」、南が「例時の間」と呼ぶ小部屋になっている。礼堂の手前（西側）にも局があり、「西局」と呼ばれる。西局の西側、すなわち建物の正面は吹き放ちの舞台となっている。
二月堂の内部は以上のように、内陣を外陣が囲み、それをさらに「局」が囲むという複雑な構成になっている。ただし、創建当初からこのような複雑な構成だったわけではない。『東大寺要録』「諸院章」には「三間二面庇瓦葺二月堂 一宇」とあり、これは間口が3間で前後2面に庇が付いた小規模な建物で、ちょうど現在の二月堂の内陣部分に相当する。現在の二月堂においても、内陣は周囲を桟唐戸（さんからと）で区切った閉鎖的な空間であり、内陣部分のみを覆う切妻造板葺きの屋根を架け、内陣自体が独立した建物のような構造になっている。内陣の北・東・南の3面をめぐる外陣は石敷きの土間となっており（一部歩行用に板が敷かれている）、礼堂の内陣寄りの部分もやはり石敷きの土間で、内陣は四方を土間で囲まれている。このことも、内陣が本来1つの建物であったことを示唆する。建築史家の研究によれば、当初「三間二面庇」の小規模な堂であったものに、まず礼堂が付加され、鎌倉時代には内陣の3面に庇が付加され、さらに礼堂にも庇が付加されるという経過で、現在のような規模に発展したものと考えられている。

### 付属建物
- 参籠所（重要文化財） - 登廊の下に位置する。重要文化財名称は「参籠所」だが、正確には北半分が参籠所、南半分が食堂（じきどう）で、その中間の通路（登廊に通ずる）は細殿と呼ばれる。食堂には賓頭盧尊者（ぴんずるそんじゃ）像と重要文化財の訶梨帝母（かりていも、鬼子母神）像を安置する。室町時代の建物。
- 閼伽井屋（重要文化財） - 霊水の湧く「若狭井」の覆屋。切妻造の簡素な建物で鎌倉時代の建立。榊と注連縄で厳重に結界されており、一般人の立ち入りはできない。
- 仏餉屋（重要文化財） - 仏飯や粥を調理するところ。鎌倉時代末期の建物。
- 湯屋 - 内部は湯殿、土間（釜屋）、湯屋宿所からなる。江戸時代の建物。[12]

### 鎮守社
二月堂の手前（西）に興成社（こうじょうしゃ）、東北に遠敷社（おにゅうしゃ）、東南に飯道社（いいみちしゃ）がある。遠敷社はお水取りと縁の深い、若狭の遠敷明神を勧請したもの。飯道社は由来ははっきりしないが、実忠ゆかりの地である近江国甲賀郡の飯道神社を勧請したものとされ、興成社は東大寺の地主神である。修二会の初日である3月1日の夕方と、法会終了後の3月14日深夜（正確には15日未明）には、練行衆が修二会のとどこおりない執行を願い、感謝するために、練行衆がこれら3社に参詣する。これを「惣神所」（そうのじんしょ）と呼んでいる。

## 本尊

### 大観音と小観音
二月堂の本尊は大小2体あり、いずれも十一面観音である。1体は内陣中央に安置され、「大観音」（おおがんのん）と呼ばれ、もう1体は厨子に納められ、通常は大観音の手前に安置されているもので、「小観音」（こがんのん）と称される。大観音・小観音ともに絶対の秘仏で、修二会の法要を務める練行衆さえもその姿を見ることは許されない。修二会は旧暦の2月、現在では3月1日から14日までの間、執行されるが、その14日間のうち、上七日（じょうしちにち・前半の7日間）は大観音が本尊とされ、下七日（げしちにち・後半の7日間）は代わって小観音が本尊とされる。大小2体の本尊が存在する理由、修二会の前半と後半で本尊が交替する理由については明らかではない。
大観音は、修二会の作法が行われる内陣の中央、4本の柱で囲まれた高い須弥壇の中央に立つ。修二会の期間中、須弥壇の周囲は椿や南天の造花、壇供（だんぐ、餅）などで荘厳される。須弥壇の内側には4基の宝塔（五重塔）が立ち、そのさらに内側に大観音が立っているはずであるが、厚い帳で囲まれていて、安置状況は全く窺い知れない。一方の小観音は宝形屋根の厨子に納められている。この厨子にはそもそも扉がなく、開扉はありえない。厨子の下部には神社の神輿のような轅（ながえ、担ぎ棒）が付いている。実際、この厨子は御輿（みこし）とも呼ばれており、修二会の上七日の最終日である3月7日の夕方には練行衆によって担ぎ出される。
この小観音の厨子は、通常は大観音の手前に安置されているが、年に2回、2月21日と3月7日に移動する。2月21日は「御輿洗い」と称し、厨子が礼堂に運び出されて、丁寧に拭き清められる。これは3月1日からの修二会の本行には含まれない準備段階の行事である。葺き清められた厨子は、そのあと内陣に戻されるが、その際、大観音の手前ではなく背後に安置される。そして修二会の前半の上七日の間は大観音が法要の本尊となり、小観音は陰に隠れたままである。ところが、3月7日の夕方から深夜にかけて「小観音出御」（しゅつぎょ）と「小観音後入」（ごにゅう）という儀式が執り行われ、にわかに小観音が主役となる。「小観音出御」は3月7日午後6時頃から行われるもので、それまで大観音背面に安置されていた小観音の厨子が、いったん内陣南西の角に仮安置されて準備を整えた後、礼堂に運び出され、香炉、灯明、花などで供養され、厨子の前に置かれた机には壇供が積み上げられる。その後、深夜0時過ぎには「小観音後入」が行われる。これは礼堂に運び込まれた厨子を再び内陣に戻す儀式で、厨子はいったん外陣に入り、外陣の北、西、南を一回りした後、内陣の大観音の正面に安置されて、以後、下七日の本尊は小観音となる。小観音の厨子は寛文7年の二月堂焼失後の作で、最下部には波を表す文様があり、雲に乗った観音の御正体（みしょうたい、銅鏡）が取り付けられている。これは、『二月堂縁起』にいう、生身の観音が海の彼方から難波津へ来迎したという伝説を表すもので、小観音が補陀洛渡来の生身の観音と信じられていたことを意味する。
修二会の前半と後半で本尊が入れ替わることの意味については諸説ある。平安時代後期に大江親通が著した『七大寺巡礼私記』は、東大寺羂索院について述べた部分で修二会について触れ、「毎年2月1日には宝蔵から小厨子を担ぎ出して、本尊の前に置く」という口伝のあったことが記されている。また、仏教図像集である『覚禅抄』巻第四十五は、十一面観音の供養法について述べた部分で、「東大寺二月堂の行法は二七日（14日間）の行であり、第八日目に印蔵の像を奉迎する」と説明している。「印蔵」とは東大寺にあった蔵の一つであり、これらの文献の記述から、小観音は修二会専用の本尊で、平素は宝蔵に納められ、二月堂内には安置されていなかったものが、いつの頃からか二月堂に常時安置されるようになったものと推定される。川村知行は『二月堂衆中練行衆日記』の久安4年（1148年）2月5日の条に「仏後観音御宝殿」という語の見えることを重視し、2月5日の時点で「仏後」、つまり本尊の後に「観音の宝殿」があったということは、小観音が蔵の中ではなく、二月堂内に安置されていたことを意味するもので、小観音が印蔵から二月堂へ移ったのはこの年以前であろうとしている。
前述のように、大観音・小観音ともに絶対の秘仏で、一般公開はおろか、写真も公表されていないが、中世以前には今ほど絶対的な秘仏ではなかったらしく、仏教図像集には大観音・小観音の図像もみられる。小観音の図像は東寺観智院旧蔵の『十一面抄』という図像集にみえる。これは図の脇に「東大寺印蔵像」との注記があることから小観音に間違いないとみられるもので、図像的な特色は、頭上の十一面を上下4段に積み重ねるように表す点である。高野山西南院所蔵の『覚禅抄』「十一面巻」裏書には「二月堂」の注記のある十一面観音の頭部のみの図が2点あり、うち1点には頭上面を上下4段に積み重ねるような描写がみられることから、この図が小観音であり、もう1点の図が大観音を描いたものであると思われる。

### 大観音の光背
大観音・小観音ともに絶対の秘仏であることは再三説明したとおりだが、大観音の銅製光背のみは一般公開されている。これは、寛文7年（1667年）の二月堂の火災の際に破損した銅製光背の残片を集めて板に貼り合わせたもので、身光部は高さ226.5センチメートル、頭光部は最大径72.3センチメートルである。身光部は舟形（または蓮弁形）で、界線で内・中・外の3区に区切り、外縁には火焔形を表す。表裏とも全面に鏨（たがね）による線刻で多くの仏菩薩像を表す。光背断片は板に貼り付けられていたため、裏面の図様は長年拓本でしか見ることができなかったが、保持板をアクリル板に取り替える修理が行われ、2016年に約100年ぶりに裏面が公開された。表面は上段中央に5体の如来像、その周囲に諸菩薩を表す。中段は中央に大きく千手観音立像を表し、その上と左右には52の格子状の区画内に1体ずつ表された如来坐像を表す。下段は神仙像などを表す。裏面は、上段に仏菩薩の群像、中段には大仏蓮弁にみられるような天界図、下段には須弥山図を表す。頭光部は欠失部が多く、図様の細部は定かでない。大仏蓮弁の線刻が肥痩のない均質な線で刻まれているのに対し、この光背の線刻は線に抑揚がみられることから、同じ奈良時代でも、大仏蓮弁よりは年代が下るとみられている。この光背は明治34年（1901年）に重要文化財（当時の国宝）に指定されている。